# Vila Nova Sintra
Vila Nova Sintra este un oraș în Brava în Republica Capului Verde.